# Lilí vol viure
Lilí vol viure és una comèdia en tres actes, original de Lluís Elias, estrenada al teatre Coliseu Pompeia, la nit del 15 de febrer de 1935, per la companyia Vila-Daví.
L'acció té lloc en una hotel provincià de primer ordre.

## Repartiment de l'estrena
- Lilí (22 anys): Maria Vila
- Senyora Calderó (55 anys): Maria Morera
- Norma (27 anys): Emma Alonso
- La núvia 27 anys): Àngela Guart
- Fred (30 anys): Pius Daví
- Senyor Calderó (60 anys): Antoni de Gimbernat
- Marlès (27 anys): Pere Ventayols
- El nuvi 30 anys): Carles Arboix
- Senyor Girbal (50 anys): Ramon Banyeres
- Director (45 anys): Lluís Duran
- Josep (40 anys): Joaquim Alonso
- Un policia 40 anys): Antoni Strems
- Director esènica: Pius Daví
- Direcció artística: C. Fages de Climent

## Edicions
- Catalunya teatral. Any IV. Núm. 71. 15 febrer 1935. Barcelona. Llibreria Millà